# Neumann János Gimnázium, Szakgimnázium és Kollégium
Közgazdasági Szakközépiskola és Gimnázium néven nyitotta meg kapuit 1987-ben Egerben. Az iskolai tanulói 1988-ban szavazták meg az iskola végleges nevét, mely akkor Neumann János Közgazdasági Szakközépiskola és Gimnázium lett. Alapításakor az ország egyik legelső alapítványi iskolája volt. Helyi cégek, vállalkozások támogatták az iskolát annak szellemében, hogy a majdan kikerülő szakemberek lehetőleg helyben helyezkedjenek el. Már kezdetben is országos szinten egyedülálló számítógépes gépparkkal rendelkezett. Azóta Eger város egyik legnagyobb szakközépiskolája lett. A helyiek a főépület színe miatt gyakran „lila iskolának” hívják. Az iskola igazgatója kezdettől fogva Dr. Sipos Mihály.